# Zwei-Sektoren-Modell
Das Zwei-Sektoren-Modell ist ein einfaches wirtschaftswissenschaftliches Abbild einer  geschlossenen Volkswirtschaft. Es untersucht die Beziehungen und Abhängigkeiten zwischen privaten Haushalten und Unternehmen. Es ermöglicht abstrakte Aussagen über Volkseinkommen, Konsum und Investitionen, sowie Produktion und Beschäftigung. Im Gegensatz zu umfangreicheren Modellen spielen der Staat und das Ausland hier keine Rolle.

## Die Rolle von privaten Haushalten und Unternehmen
Private Haushalte bieten in diesem Modell Arbeitskraft an (den Unternehmen) und fragen Güter (der Unternehmen) nach. Unternehmen bieten in diesem Modell Güter an (den privaten Haushalten) und fragen Arbeitskräfte nach (der privaten Haushalte).

## Aussagen des Modells
Die Aussagen des Modells sind recht einfach, wollen aber auch lediglich die Grundzusammenhänge beider Wirtschaftssubjekte, bzw. -sektoren erklären. Grob vereinfacht lassen sich folgende Aussagen treffen:

### Volkseinkommen
Das Volkseinkommen als gesamtwirtschaftliche Nachfrage {\displaystyle Y^{n}} im Zwei-Sektoren-Modell ergibt sich aus der Summe der Ausgaben der Haushalte (Konsum C) zuzüglich der Ausgaben der Unternehmen (Investitionen I), also 
{\displaystyle Y^{n}\!\ =C+I}
Das Ergebnis dieser sog. Verwendungsrechnung entspricht genau dem Ergebnis der sog. Entstehungsrechnung, in der das Volkseinkommen als Summe aller produzierten Güter und Dienstleistungen Y definiert ist. Im Gleichgewicht gilt
{\displaystyle Y^{n}\!\ =Y}

### Löhne und Preise
Legt man dem Modell das Gesetz von Angebot und Nachfrage zu Grunde, so lassen sich Auswirkungen von Marktstörungen auf Löhne, Preise, Produktion und Beschäftigung beschreiben. Löhne, als Preis für die von Haushalten angebotene Arbeitskraft, haben demnach steigende Tendenz, wenn Unternehmen mehr davon nachfragen (=benötigen) (Arbeitskraft wird teurer). Löhne haben sinkende Tendenz, wenn Unternehmen weniger davon nachfragen (Arbeitskraft wird billiger). Preise für Güter (und Dienstleistungen) haben steigende Tendenz, wenn Haushalte mehr davon nachfragen (=benötigen). Preise haben sinkende Tendenz, wenn Haushalte weniger davon nachfragen.

## Kritik
Das Modell ist äußerst abstrakt und hat nur zwei das Volkseinkommen bestimmende Größen, nämlich Haushalte und Unternehmen. Der Staat als zusätzlicher Nachfrager und Erheber von Steuern, sowie das Ausland, das Güter nachfragt und anbietet, sind nicht Teil des Modells. Darüber hinaus spielen Faktoren wie Zinsen, Geldmenge und Währungen keine Rolle, da es sich um eine rein realwirtschaftliche Betrachtung handelt. Dennoch ist es in der Lage einfachste Grundzüge von Abhängigkeiten der Wirtschaftssubjekte Haushalte und Unternehmen darzustellen.